# Aprende Tv
Aprende TV é um sinal de televisão produzida pela Direcção Geral de Televisão Educativa dependente da Secretaria de Educação Pública. Estreou-se o 18 de janeiro de 2005. Sua sede encontra-se na Cidade de México.
O canal é produzido pela DGTVE da SEP, desde um início, concebeu-se como um sinal de televisão exclusiva para sistemas de televisão restringida e a rede satelital de Edusat, pelo que não é transmitido como parte da televisão aberta nacional.
Apesar de ser um sinal restrito, alguns de seus conteúdos, são transmitidos pelos canais pertencentes à A Rede de Radiodifusoras e Televisoras Educativas e Culturais de México, pelo que seu sinal se pode ver de forma parcial em canais públicos federais e estatais.

## História
O canal foi criado o 18 de janeiro de 2005, produto de um acordo entre, o então Presidente de México, Vicente Fox e a Câmara Nacional da Indústria da Televisão por Cabo (CANITEC), através da empresa Produtora e Comercializadora de Televisão (PCTV).
O objectivo do sinal foi: pôr em marcha uma oferta de televisão educativa, com a capacidade de chegar aos habitantes do interior do país, ante a falta de um canal de televisão cultural nacional, como as emissões de canais como Canal 22 e Canal Onze estavam limitadas ao centro do país e a umas quantas cidades no resto da república, além das redes de televisão propriedade dos governos estatais, cuja cobertura também não cobria todo o território nacional.
Devido à falta de capacidade para despregar uma rede de emissoras em aberto utilizou-se como veículo de transmissão aos sistemas de televisão por cabo que nesse tempo tinham a capacidade de chegar a uns 15 milhões de espectadores em 640 cidades de todo o país.
Procurou-se chegar a 66 mil escolas primárias e 3 500 centros de educação para adultos no México, combinando o sinal de televisão junto com um portal de internet denominado Cableducación, além da melhoria de salas mediante a instalação de 170 mil placas digitais e computadores em 67 mil escolas de educação primária. A plataforma levou o nome de Enciclomedia, no entanto, nunca se pôde realizar de maneira exitosa pelos altos custos económicos que representava o investimento.
A oferta do canal inicialmente baseou-se na retransmissão de programas procedentes das redes de televisão pública como os Canais 11, 22, os sinais da rede Edusat e blocos educativos criados pela Secretaria de Educação Pública, pelo que Aprende TV era definido como uma espécie de contêiner de espaços produzidos pela Rede de Radiodifusoras e Televisoras Educativas e Culturais de México.
Em abril de 2008, o canal começou a produção de seu próprio noticiário, denominado México Al Dia, o qual se dedica a informar sobre os acontecimentos diários junto com notas sobre a actualidade da educação básica, a UNAM, o IPN e notícias culturais. Num princípio o espaço também era retransmitido pelo sinal de Canal 22, até 2010, quando passou a se emitir pelo novo Canal 30, posteriormente chamado Una Voz Con Todos.
Em 2012, lançou-se em televisão aberta o canal Ingenio Tv, parecido a Aprende Tv, pelo que o segundo sinal se manteve em televisão restringida ainda que compartilhando alguns conteúdos com o sinal em aberto como os espaços de telesecundaria e outros programas de corte educativo que passaram a se transmitir pelas duas plataformas.

## Programação
A programação da TV Aprende é baseada em produções feitas por instituições educacionais e culturais no México e no exterior, cujos conteúdos abrangem todos os níveis de ensino, desde a educação pré-escolar até a universidade. No caso dos espaços fabricados no país, o canal é alimentado pelas produções feitas pelos canais integrados dentro do Sistema Público de Radiodifusão, sendo habitual redifundir espaços que anteriormente haviam sido estreados em outros sinais pertencentes ao sistema.